# 가나이 쓰토무
가나이 쓰토무(일본어: 金井 務, 1929년 2월 26일 ~ 2013년 3월 19일)는 일본의 기업인, 전 히타치 제작소 사장, 회장으로, 교토부 출신이다.